# Дубиця-Гурна
Дубиця-Гурна (пол. Dubica Górna) — село в Польщі, у гміні Вишниці Більського повіту Люблінського воєводства. Населення — 396 осіб (2011).

## Історія
За даними етнографічної експедиції 1869—1870 років під керівництвом Павла Чубинського, у селі Дубиця проживали лише греко-католики, які розмовляли українською мовою.
Село постраждало під час боїв Першої світової війни між російською та австро-угорською арміями. Внаслідок бойових дій та російської евакуації влітку 1915 року місцевого українського православного населення вглиб Російської імперії, Дубиця була повністю спалена.
У 1975—1998 роках село належало до Білопідляського воєводства.

## Демографія
Демографічна структура станом на 31 березня 2011 року:
|          | Загалом | Допрацездатний вік | Працездатний вік | Постпрацездатний вік |
| -------- | ------- | ------------------ | ---------------- | -------------------- |
| Чоловіки | 204     | 45                 | 137              | 22                   |
| Жінки    | 192     | 35                 | 106              | 51                   |
| Разом    | 396     | 80                 | 243              | 73                   |